# Marola (Carpineti)
Marola (Maròla in dialetto locale) è una frazione del comune di Carpineti, in provincia di Reggio Emilia. 
L'abitato, situato in posizione baricentrica nell'Appennino reggiano su un'altura boscosa immersa in secolari castagneti, dista 33 km da Reggio Emilia, 11 km da Castelnovo ne' Monti e circa 5 km dai vicini centri di Felina, Carpineti e Casina. Per la sua collocazione altimetrica e geografica ha avuto un certo sviluppo edilizio nella seconda metà del XX secolo, diventando una tranquilla località di villeggiatura e un rinomato centro climatico. 
Si tratta di una delle località turistiche estive più note dell'Appennino reggiano, anche per la presenza di una storica abbazia benedettina, costruita all'epoca di Matilde di Canossa. Il complesso monastico subì nel corso dei secoli diverse trasformazioni e fu adibito a diversi usi. La chiesa fu interessata da un radicale restauro a partire dal 1955 che, in nome di un recupero di elementi romanici, ne ha alterato in parte le sembianze. 
In paese sono presenti numerose strutture ricettive e di ristorazione, nonché due associazioni attualmente attive: la Pro loco, che anima l'estate con numerose manifestazioni ed intrattenimenti, e l'Unione sportiva Tricolore Marola, che vanta anche un titolo di campione (1996) nell'albo d'oro del glorioso "Torneo della Montagna".
L'ormai ultracinquantenale "Festa della castagna" si svolge ogni anno in tre domeniche di ottobre ed attira numerosi turisti e raccoglitori del prelibato frutto, anche da fuori provincia. 

## Galleria d'immagini

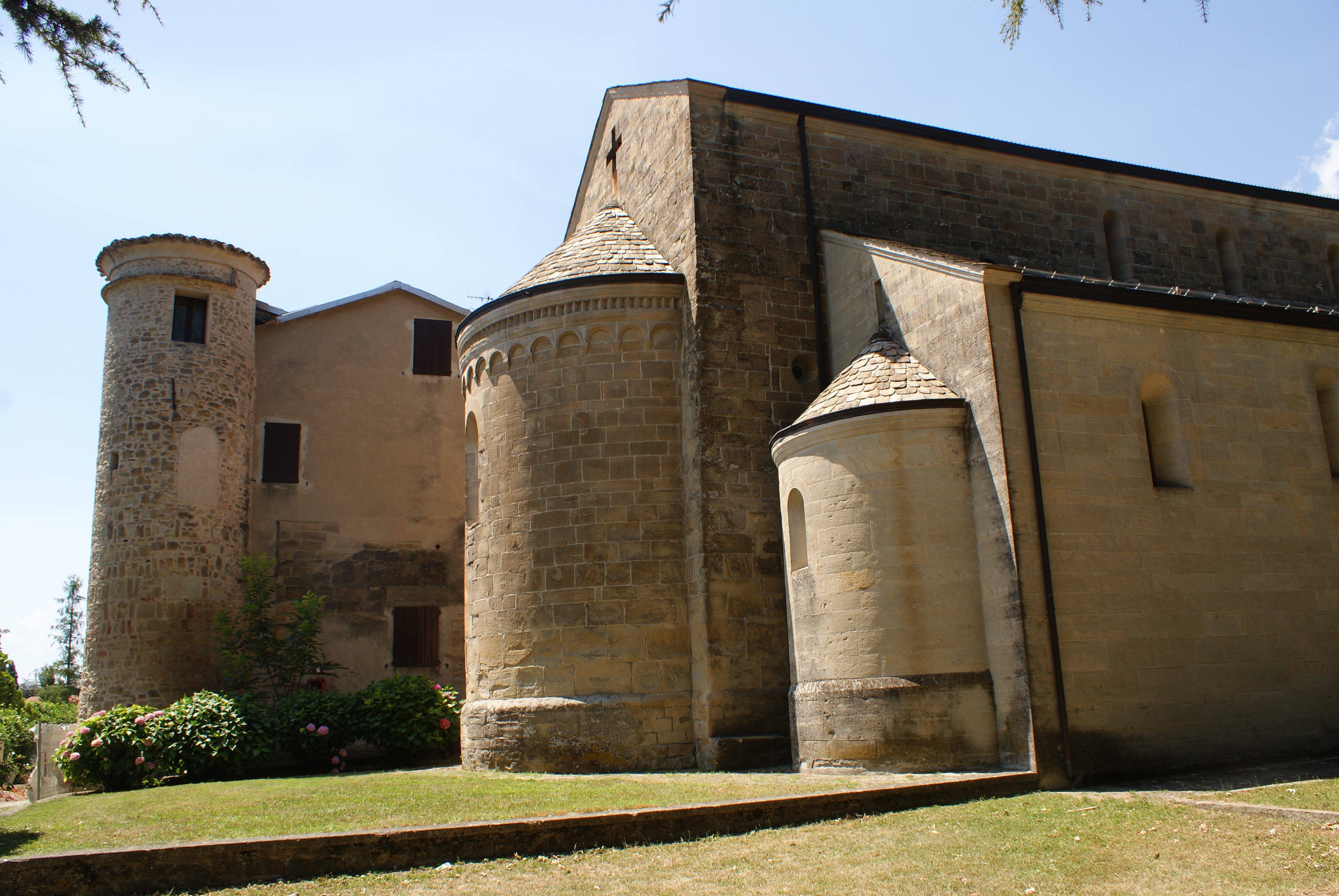
Esterno della chiesa abbaziale
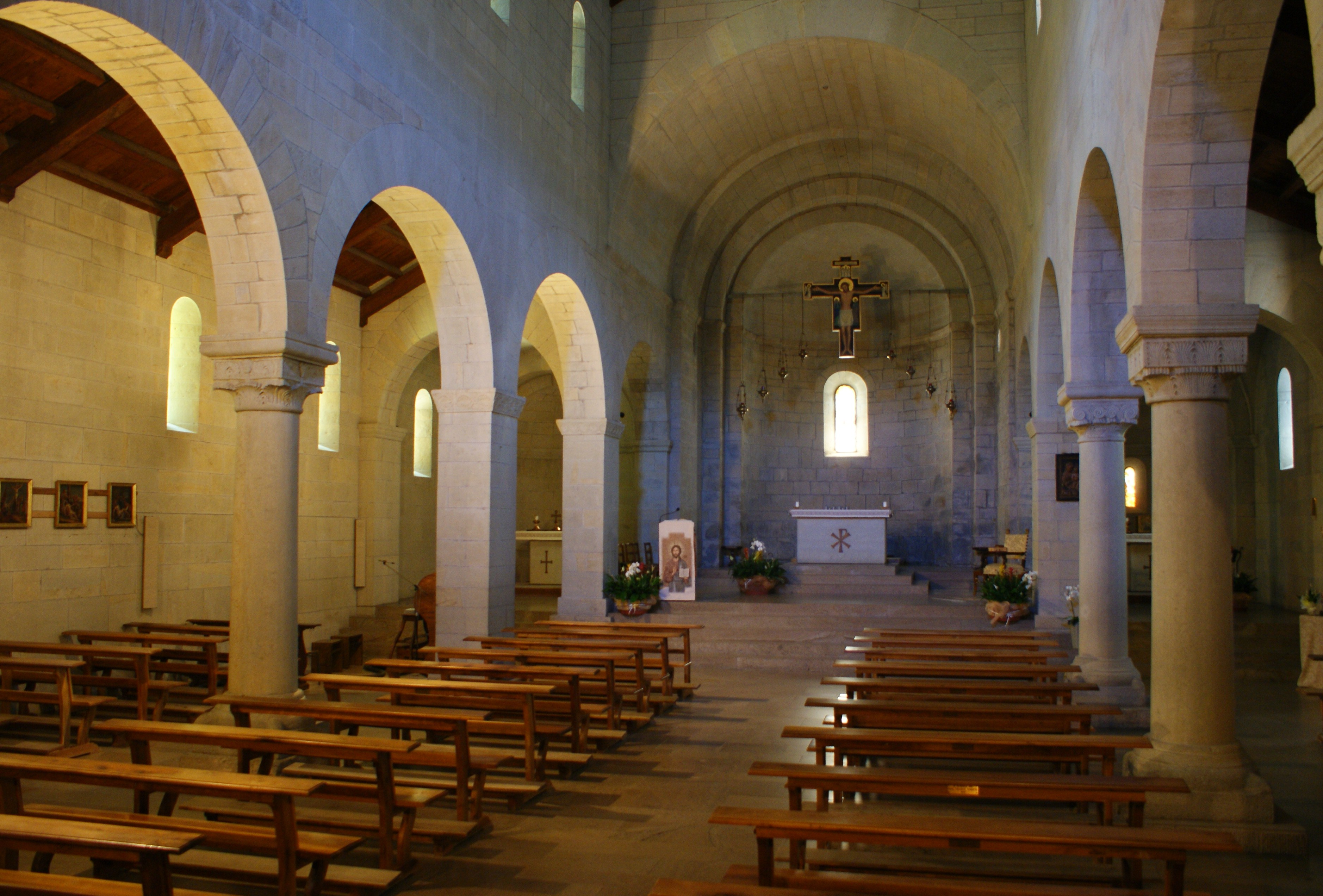
Interno